# Jardin botanique de Genève

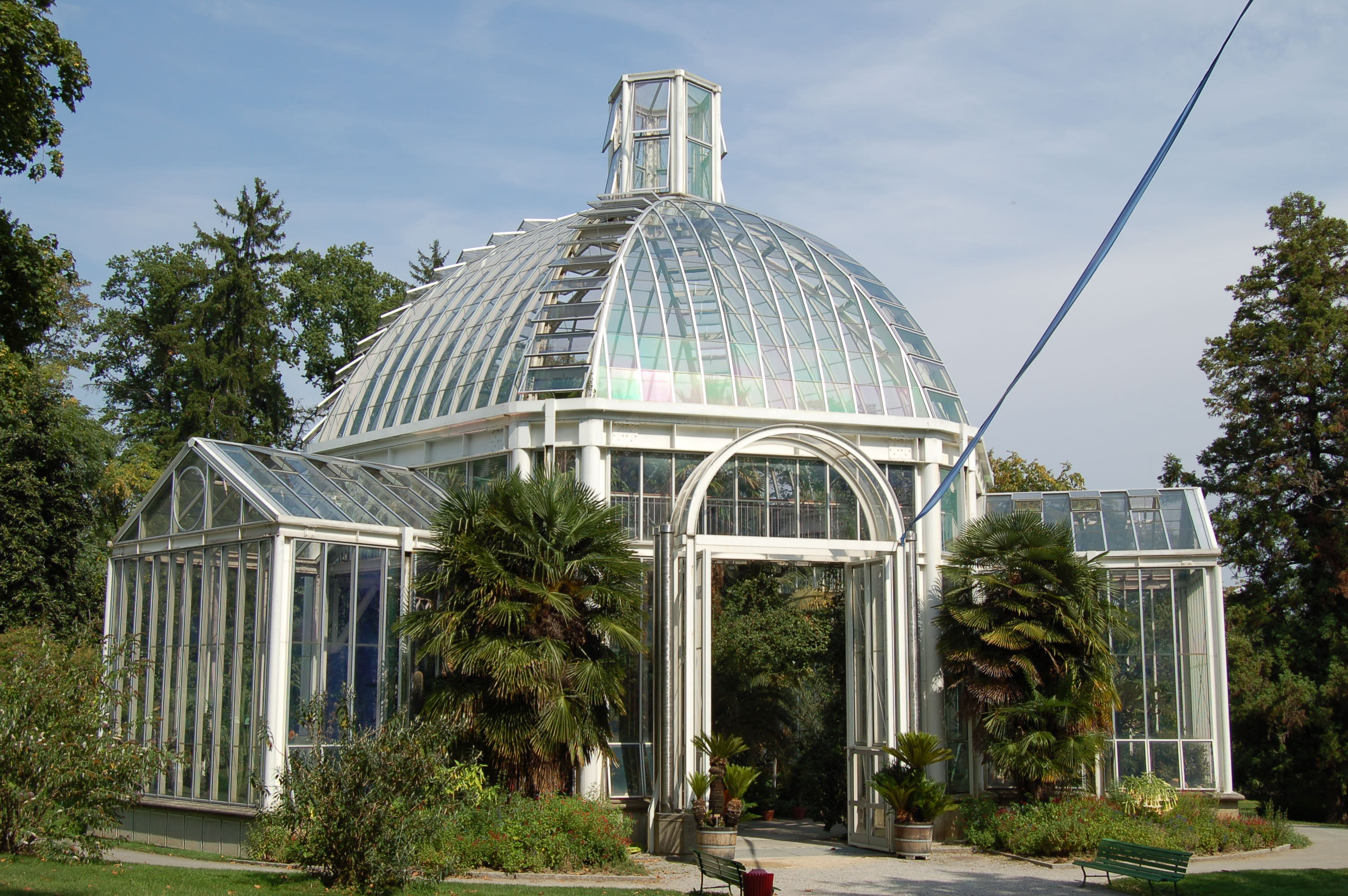
Gewächshaus

Der Jardin botanique de Genève ist ein botanischer Garten in Genf. 

## Geschichte
Der botanische Garten wurde im Jahr 1817 auf dem Gelände des Parc des Bastions angelegt. Gärtnerhaus, Orangerie und zwei Treibhäuser wurden vom Architekten Guillaume-Henri Dufour geplant. Als erster Direktor amtierte Augustin-Pyrame de Candolle bis zu seinem Tod 1841, Nachfolger wurde sein Sohn Alphonse Pyrame de Candolle. 1904 erfolgte der Umzug auf die rechte Seeseite, unweit vom heutigen Palais des Nations. Nach einigen Erweiterungen umfasst das Parkgelände heute eine Fläche von 28 ha.

## Flora und Fauna
Der Garten spezialisiert sich unter anderem auf die Flora von Korsika. Er hat einen grossen Steingarten und eine bedeutende Sammlung von Palmen.
Der Tierpark liegt im Botanischen Garten der Stadt Genf. Der Park heisst zwar immer noch Hirschpark (Parc aux Biches), aber inzwischen sind hier neben Damhirschen auch einige seltene Haustierrassen zu sehen. Ausserdem gibt es eine Wasservogelanlage mit Enten und Flamingos und eine Voliere mit Papageien und anderen exotischen Vögeln.